# Pontenure

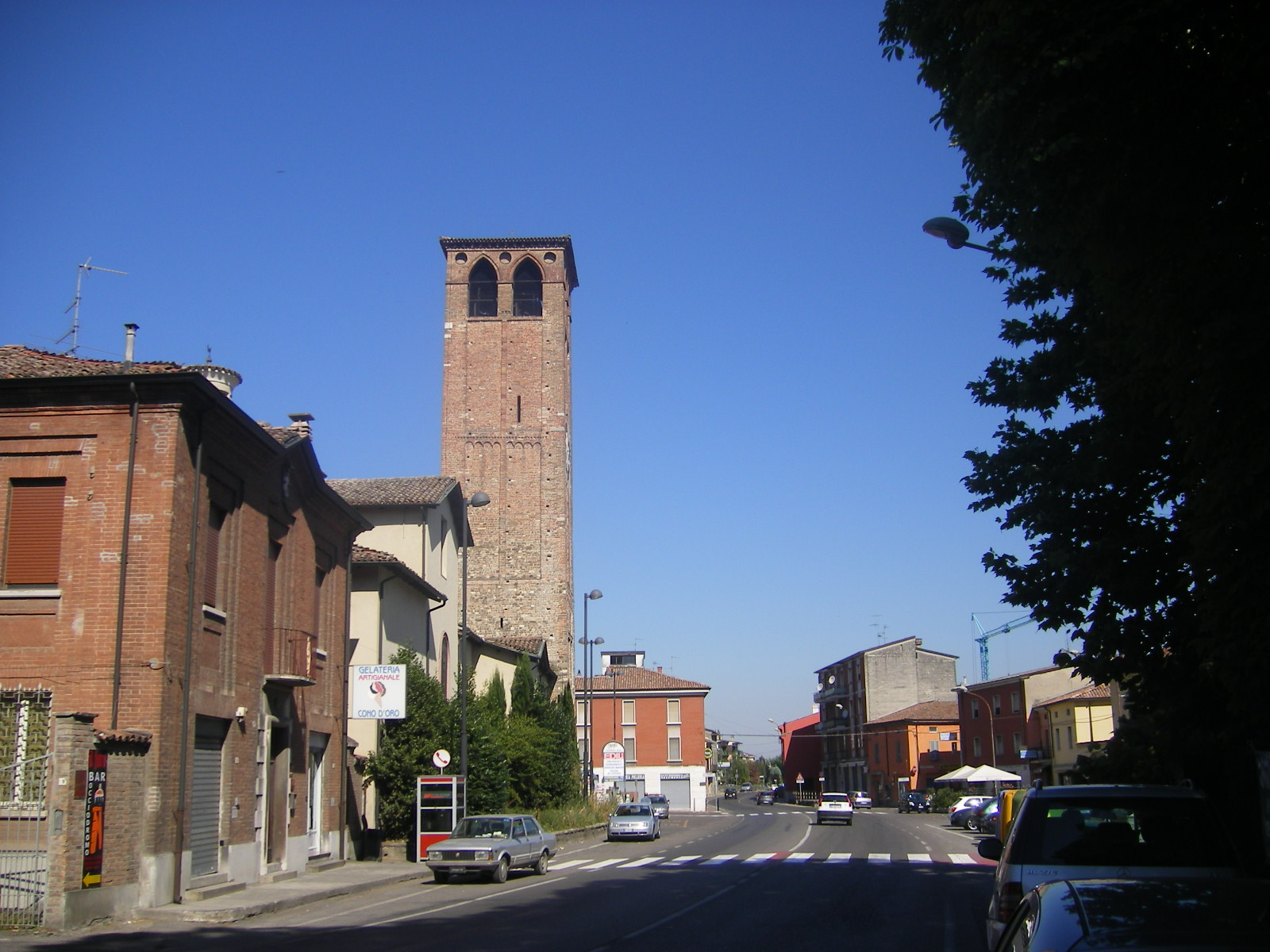
Pontenure

Pontenure is een gemeente in de Italiaanse provincie Piacenza (regio Emilia-Romagna) en telt 6512 inwoners (2022). De oppervlakte bedraagt 33,8 km², de bevolkingsdichtheid is 158 inwoners per km².
De volgende frazioni maken deel uit van de gemeente: Muradello, Paderna, Valconasso.

## Demografie
Pontenure telt ongeveer 2285 huishoudens. Het aantal inwoners steeg in de periode 1991-2001 met 3,7% volgens cijfers uit de tienjaarlijkse volkstellingen van ISTAT.
| Jaar | Inwoneraantal |
| ---- | ------------- |
| 1991 | 5042          |
| 2001 | 5230          |

## Geografie
De gemeente ligt op ongeveer 65 m boven zeeniveau.
Pontenure grenst aan de volgende gemeenten: Cadeo, Caorso, Carpaneto Piacentino, Cortemaggiore, Piacenza, Podenzano, San Giorgio Piacentino.